# Голынка (Вольновский сельсовет)
Голы́нка (бел. Галынка) — деревня в Барановичском районе Брестской области Белоруссии. Входит в состав Вольновского сельсовета. Население — 28 человек (2023).

## География
Расположена в 23,5 км (26,5 км по автодорогам) к северо-востоку от центра Барановичей, в 7,5 км (8,5 км по автодорогам) к юго-востоку от центра сельсовета, агрогородка Вольно, у речки Хмарка, неподалёку от трассы Р2 (на которой расположена автобусная остановка) и границы с Несвижским районом Минской области. К юго-востоку от деревни расположена ферма КРС.

## Этимология
Согласно топонимическому словарю, в основе именования деревни лежит существительное «голынь» — пустырь, необлесенное место, иногда выжженное.

## История
По переписи 1897 года — деревня Черниховской волости Новогрудского уезда Минской губернии, 37 дворов, хлебозапасный магазин.
В начале XX века произошло стихийное выступление селян, которые самовольно вырубали леса помещиков. После Рижского мирного договора 1921 года — в составе гмины Чернихово Барановичского повета Новогрудского воеводства Польши. По переписи 1921 года в ней числилось 52 жилых здания, в которых проживало 313 человек (150 мужчин, 163 женщины), все поляки (по вероисповеданию — 310 православных и 3 римских католика).
С 1939 года — в составе БССР, в 1940–62 годах — в Городищенском районе Барановичской, с 1954 года Брестской области. Затем район переименован в Барановичский. С 12 октября 1940 года по 14 апреля 1960 года — центр Голынковского сельсовета.
В период Великой Отечественной войны с конца июня 1941 года до начала июля 1944 года была оккупирована немецко-фашистскими захватчиками.
До недавнего времени действовал магазин.

## Население
По состоянию на 1 января 2023 года в деревне проживало 28 человек в 14 хозяйствах, в том числе 1 моложе трудоспособного возраста, 19 — в трудоспособном возрасте и 8 — старше трудоспособного возраста. 
| Численность населения (по переписи) | Численность населения (по переписи) | Численность населения (по переписи) | Численность населения (по переписи) | Численность населения (по переписи) | Численность населения (по переписи) | Численность населения (по переписи) | Численность населения (по переписи) | Численность населения (по переписи) |
| 1897                                | 1909                                | 1921                                | 1939                                | 1959                                | 1970                                | 1999                                | 2009                                | 2019                                |
| ----------------------------------- | ----------------------------------- | ----------------------------------- | ----------------------------------- | ----------------------------------- | ----------------------------------- | ----------------------------------- | ----------------------------------- | ----------------------------------- |
| 231                                 | ↘188                                | ↗313                                | ↗317                                | ↗358                                | ↘232                                | ↘45                                 | ↘34                                 | ↘18                                 |